# رأس الرمان
رأس الرمان (به عربی: رأس الرمان) یک روستا در بحرین است که در استان عاصمه (بحرین) واقع شده‌است.